# Радио Рандеву
Радио Рандеву — первая нижегородская радиостанция в FM-диапазоне.

## История
Радио Рандеву первый раз в эфир вышло 14 июля 1992 на первой кнопке радиотрансляционной сети. Название «Радио Рандеву» придумала французская журналистка Мишель Краковски. Первый эфир длился 40 минут. Спустя месяц радиостанция начала ежедневное шестичасовое вещание на УКВ частоте 73.01 Мгц (с 10:00 до 18:00). С 1 ноября 1992 года частоту 73.01 с «Радио Рандеву» стала делить «Европа Плюс», программы которой транслировались с 06:00 до 10:00 и с 18:00 до 01:00. В начале 1993 года «Радио Рандеву» начала независимое вещание на параллельной от «Европы Плюс» частоте 70.16, на которой вещала до 2008 года.
Музыкальный формат «Радио Рандеву» менялся, радиостанция развивалась, увеличила вещание с шестичасового до двенадцатичасового, а 8 августа 1994 года стала первой нижегородской радиостанцией, которая «освоила» FM диапазон. С этого момента станция стала выходить в эфир ежедневно с 07:00 утра до 22:00 вечера, после чего до полуночи на её частотах ретранслировались программы радио «Свобода». С июня 1995 года радиостанция перешла на 19-часовое ежедневное вещание, а с сентября 1996 года на 22-часовое с 06:00 до 04:00 в FM диапазоне, и с 06:00 до 22:00, с 01:00 до 04:00 в УКВ диапазоне. В начале 2000-х годов на волнах Радио Рандеву с 07:00 до 08:00 утра звучало радио «VOA» («Голос Америки», 3-я студия в Вашингтоне).

## Ранний период
С момента своего возникновения в FM-диапазоне (1994 год) радиостанция не всегда имела однозначную принадлежность к определённому музыкальному формату, однако на международном стандарте формат станции в первые 8 лет существования на FM (особенно после попытки внедрения программирования эфира в 1997 году) в целом можно охарактеризовать как Adult Contemporary.
В начале 2000-х годов руководство Радио Рандеву решается на переформатирование.

## Радио Рандеву с середины нулевых
На середину нулевых приходится наиболее активный период работы станции. На Радио Рандеву появляется ряд новых передач и рубрик. В 2003 году вновь выходит в эфир музыкально-исторический цикл «Музыкальные прогулки» (автор и ведущий Сергей Попов). Появляется утренняя часовая передача «Будильник», посвященная танцевальной музыке, ряд культурно-познавательных передач, программа «КПП», короткая утренняя рубрика «Производственная гимнастика». В 2006 году запускается утреннее шоу «Заводи» (ведущие Павел Пронин и Алексей Блюзов), вновь появляется проект «Большие люди» в виде передачи о героях-современниках из мира музыки. Присутствуют и короткие музыкальные рубрики «Золотая коллекция», «Песни о любви», а также ряд короткометражных музыкальных передач с информационными подводками, посвященных отдельно взятой песне. Вскоре в эфире появляется короткометражная музыкальная передача с подводками, содержащими перевод фрагмента иностранной песни «Трудности перевода», а также хит-парад Радио Рандеву «Top Twenty» — 20 лучших хитов недели.

## Смена музыкального формата 2008
В 2008 радиостанция переживает ещё одно переформатирование. В эфире начинает звучать музыка практически всех направлений и стилей. Сменяется практически весь состав ведущих. Закрывается большинство передач и рубрик. С 2008 года радиостанция переходит преимущественно на фоновое музыкальное вещание. В эфире остается минимум передач и рубрик. В линейном эфире к концу периода число ведущих уменьшается с прежних 6-7 до 3 и они перестают покрывать эфир в течение всего дня.
Станция переезжает с телецентра, расположенного на ул. Белинского, д. 9а, на ул. Семашко, д. 37.

## Возврат к формату Hot AC
В октябре 2012 года станция переживает очередное переформатирование в традиционный для неё формат Hot AC (формат позиционируется как музыка для молодых взрослых), в эфир возвращаются ушедшие в середине 2000-х ведущие: Руслан Станчев, Анна Рамашка, Павел Пронин. Фактически в эфир возвращается традиционная для «Радио Рандеву» западная музыка. По данным исследовательской группы TNS Gallup media за период с октября 2011 по апрель 2013 года суточная аудитория радиостанции возросла с 37700 до 63500 слушателей. В этот же период меняется и музыкальное оформление станции: появляются новые джинглы, новые подложки передач и новая часовая отбивка. Число линейных ведущих возрастает с 3 до 7, число ведущих службы информации — с 1 до 2. Закрывается интерактивный стол заказов «Ля мур тужур». Появляются серии викторин-розыгрышей ценных призов в прямом эфире, а также новые познавательные и развлекательные рубрики «Платиновая коллекция», «Культурный выход». Периодически выходит в эфир передача про автомобили «Автостоп». У станции также меняется логотип — вместо бело-голубого лого с названием появляется лого в виде названия станции, начертанного тонким чёрным шрифтом с цветным отраженным эквалайзером.
В 2013 году эфир покидают опытные ведущие Руслан Станчев, Павел Пронин и Анна Рамашка. Число ведущих линейного эфира в разные месяцы колеблется от 3 до 5. Летом 2013 года начинается не радикальная правка формата Hot AC, в целом формат сохранен, однако теперь менее заметен крен в сторону поп-рока и рок-н-ролла, процент поп-музыки 80-х, 90-х и 00-х годов, напротив, стал выше. С 18 июня 2013 года радиостанцию возглавляет Сергей Попов, автор и ведущий множества передач и специальных проектов на Радио Рандеву. С 14 июля 2013 года был несколько изменён логотип станции. Изменения коснулись лишь начертания названия станции. Цветной отраженный эквалайзер остался в лого станции. С сентября 2014 года в эфир выходит новая информационно — познавательная рубрика «премьера песни». В 2015 году сайт радиостанции был обновлен, появилась возможность просматривать плей-лист. Однако в середине осени 2015 года на странице станции вновь произошли изменения, по настоящий момент на странице размещены только логотип, фотография на всю страницу со встроенным проигрывателем, а также информация о радиостанции.
С 1 октября 2015 года к руководству радиостанцией вновь вернулся Руслан Станчев и на «Рандеву» произошли изменения как в коллективе, так и в формате. Радио вернулось к тому формату, в котором оно вещало в период 2012—2013 годов Hot AC. Тогда радиостанцией так же руководил Руслан Станчев, который потом на некоторое время покидал «Рандеву». Передачи: «Живой звук», «Станчев бряг», ведущие: Руслан Станчев и Валентина Тимонина.